# دوان بلر
دوان لامانت بلیر (به انگلیسی: DeJuan Lamont Blair) متولد ۱۹۸۹ بازیکن حرفه‌ای ان بی ای است.
او از دانشگاه پیتسبورگ بوده، و در ان بی ای بسکتبال خویش را با تیم سن آنتونیو اسپرز به شهرت رسانید. او اکنون برای تیم واشینگتن ویزاردز توپ میزند.
او در کنار ورزش حرفه‌ای خود خواننده موسیقی رپ نیز بوده‌است.